# Kreis Siegen-Wittgenstein
Kreis Siegen-Wittgenstein är ett distrikt i södra delen av Nordrhein-Westfalen. Största stad är Siegen med 105 049 invånare.

## Infrastruktur
Motorvägarna A4 och A45 går igenom distriktet.